# Липограмма
Липограмма (от др.-греч. λειπογράμματος, «пренебрегать буквой») — литературный приём, заключающийся в написании текста без использования в словах какой-то одной буквы.
История такого рода произведений начинается в древней Греции; уже в VI веке до нашей эры Лас Гермионский создал гимн Деметре, не используя букву σ, так как затруднялся произносить соответствующий звук.
По-русски липограммы писали Гавриил Державин и Сергей Довлатов. Державин создал десять стихотворений без использования буквы «р» как доказательство «изобилия и мягкости» русского языка: «Виша» (1799), «Шуточное желание» (1802), «Анакреон в собрании» (1791), «Кузнечик» (1802), «Соловей во сне» (1797), «Желание» (1797), «Песнь Баярда» (1799), «Бабочка» (1802), «Тишина» (1801).
Во французской литературе в начале XX века липограммы стали популярны благодаря группе «УЛИПО», особенно её участникам Ж. Переку и Р. Кено. Так, Перек создал варианты-липограммы множества сонетов Бодлера и Малларме, а также написал 300-страничный роман фр. La disparition без использования буквы «e» (из-за особенностей французского языка воздержание от наиболее частотной буквы «e» считается «трудным», липограммы без других букв — «простые»). В русском переводе Валерия Кислова роман озаглавлен «Исчезание», и в нём отсутствует буква «о», одна из наиболее часто употребляемых русских букв.
Сюжет романа Марка Данна «Элла Минноу Пи» включает запреты на использование всё большего числа букв по мере того, как падают буквы с монумента создателю панграммы англ. The quick brown fox jumps over the lazy dog; текст романа, соответственно, написан с применением постепенно уменьшающейся части алфавита («прогрессирующая липограмма», см. также Треугольник Шанина).